# На безымянной высоте
На безымянной высоте е песен написана през 60-те години на XX век за игралния филм „Мълчание“, с текст от военният кореспондент Михаил Матусовски и музика на Вениамин Баснер.
Написана е по действителни събития от Втората световна война, 1943 година случили се при битката за кота 224,1, която се намира в околностите на село Рубежанка, област Куйбишев, област Калуга, в зоната на настъпление на 139-та стрелкова дивизия през месец септември.
През нощта на 14 септември групата с позивна „Луна“ на младши лейтенант Евгений Порошин от 18 разузнавачи-сибиряци попада в обкръжението на около двеста противници. Според авторът оцеляват само трима, но той греши. Оцелелите са само двама – сержант Константин Власов и редник Герасим Лапин. В тази битка отрядът като заангажира значителни немски формирования дава възможност за успешна офанзива на 718-и пехотен полк, при който окупаторите са изринати обратно през река Десна.
Песента е изпълнявана от Борис Щоколов, Юрий Гуляев, Марк Бернес, Едуард Хил, Юрий Богатиков, Ренат Ибрагимов, Дмитрий Хворостовски, Виктор Рибин, Сергей Мазаев, Николай Фоменко и Йосиф Кобзон. и Андрей Смоляков.